# Marshallopus platypedatus
Marshallopus platypedatus är en mångfotingart som först beskrevs av Masatoshi Takakuwa 1934.  Marshallopus platypedatus ingår i släktet Marshallopus och familjen kamjordkrypare. Inga underarter finns listade i Catalogue of Life.